# Jānis (Lipšāns)
Jānis (světským jménem: Jānis Lipšāns; * 26. května 1957, Latgalsko) je lotyšský duchovní Lotyšské pravoslavné církve, biskup valmierský a vikář rižské eparchie.

## Život
Narodil 26. května 1957 v rajónu Krāslava v Latgalsku.
Sloužil jako psalomščik v chrámu Nanebevstoupení Páně v Rize. Roku 1985 byl metropolitou rižským Leonidem (Poljakovem) rukopoložen na diákona a následující rok na jereje. Po vysvěcení sloužil v různých chrámech Rigy a v Krape. Studoval dálkově na Moskevském duchovním semináři, který dokončil roku 1991.
Roku 2023 přijal mnišský postřih se jménem Jānis s povýšením na archimandritu.
Dne 24. července 2023 jej Synod Lotyšské pravoslavné církve zvolil biskupem valmierským a vikářem rižské eparchie. Biskupská chirotonie proběhla 13. srpna v chrámu Narození Krista v Rize. Hlavním světitelem byl metropolita rižský a celého Lotyšska Aleksandrs (Kudrjašovs).
Dne 15. srpna 2023 Moskevský patriarchát vydal prohlášení, v němž se uvádí, že svěcení bylo provedeno v rozporu se stanovami Ruské pravoslavné církve. Z tohoto důvodu bude zorganizován Archijerejský sobor k projednání otázek Lotyšské církve.